# Félix Houphouët-Boigny-Vredesprijs
De Félix Houphouët-Boigny-Vredesprijs is een prijs van de UNESCO sinds 1991.

## Achtergrond
De Félix Houphouët-Boigny-Vredesprijs werd in 1989 opgezet en voor het eerst uitgereikt sinds 1991. Dat jaar ging de prijs naar Nelson Mandela en Frederik Willem de Klerk in Zuid-Afrika.
De prijs heeft tot doel personen en actieve publieke of private groepen of instituten te eren die een belangrijke bijdrage hebben geleverd in het promoten, zoeken, beschermen en houden van vrede, in overeenstemming met het Handvest van de Verenigde Naties en de grondslagen van de UNESCO.
De prijs draagt de naam van voormalig president Félix Houphouët-Boigny van Ivoorkust, een nestor van veel Afrikaanse staatshoofden en onvermoeibaar voorvechter van vrede, consensus, broederschap en dialoog, die zich ten doel had gesteld alle conflicten binnen en tussen staten op te lossen.
Op 2001, 2004 en 2006 na, wordt de prijs jaarlijks toegekend in het erop volgende jaar. De prijs is gedoteerd met 122.000 euro die bij een uitreiking aan meerdere personen wordt gedeeld. Het prijzengeld wordt volledig ter beschikking gesteld door de Stichting Félix Houphouët-Boigny voor Vredesonderzoek.
De jury bestaat uit elf personen uit vijf werelddelen die medio jaren 2000 werd geleid door Nobelprijs voor de Vredewinnaar, Henry Kissinger.

## Laureaten
| jaar | prijsdrager              | prijsdrager                                                 | land                  |
| ---- | ------------------------ | ----------------------------------------------------------- | --------------------- |
| 1991 |                          | Nelson Mandela                                              | Zuid-Afrika           |
| 1991 | Frederik Willem de Klerk |                                                             | Zuid-Afrika           |
| 1992 |                          | Haagsche Academie voor Internationaal Recht                 | Nederland             |
| 1993 |                          | Yitzchak Rabin                                              | Israël                |
| 1993 | Shimon Peres             |                                                             | Israël                |
| 1993 |                          | Yasser Arafat                                               | Palestijnse Gebieden  |
| 1994 |                          | Juan Carlos I van Spanje                                    | Spanje                |
| 1994 |                          | Jimmy Carter                                                | Verenigde Staten      |
| 1995 |                          | Bureau van de Hoge Commissaris voor de Vluchtelingen        | Zwitserland           |
| 1995 |                          | Sadako Ogata                                                | Japan                 |
| 1996 |                          | Álvaro Arzú                                                 | Guatemala             |
| 1996 | Rolando Morán            |                                                             | Guatemala             |
| 1997 |                          | Fidel Ramos                                                 | Filipijnen            |
| 1997 | Nur Misuari              |                                                             | Filipijnen            |
| 1998 |                          | Sjeik Hasina Wajed                                          | Bangladesh            |
| 1998 |                          | George Mitchell                                             | Verenigde Staten      |
| 1999 |                          | Gemeenschap Sant'Egidio                                     | Italië                |
| 2000 |                          | Mary Robinson                                               | Ierland               |
| 2001 | Niet uitgereikt          | Niet uitgereikt                                             | Niet uitgereikt       |
| 2002 |                          | Xanana Gusmão                                               | Oost-Timor            |
| 2003 |                          | Roger Etchegaray                                            | Frankrijk             |
| 2003 |                          | Mustafa Cerić                                               | Bosnië en Herzegovina |
| 2004 | Niet uitgereikt          | Niet uitgereikt                                             | Niet uitgereikt       |
| 2005 |                          | Abdoulaye Wade                                              | Senegal               |
| 2006 | Niet uitgereikt          | Niet uitgereikt                                             | Niet uitgereikt       |
| 2007 |                          | Martti Ahtisaari                                            | Finland               |
| 2008 |                          | Lula da Silva                                               | Brazilië              |
| 2009 | Niet uitgereikt          | Niet uitgereikt                                             | Niet uitgereikt       |
| 2010 | Niet uitgereikt          | Niet uitgereikt                                             | Niet uitgereikt       |
| 2011 |                          | Grootmoeders van de Plaza de Mayo                           | Argentinië            |
| 2013 |                          | François Hollande                                           | Frankrijk             |
| 2017 |                          | Guiseppina Nicolini, (voormalig) burgemeester van Lampedusa | Italië                |
| 2017 |                          | De organisatie SOS Méditerranée                             | Europese organisatie  |
| 2019 |                          | Abiy Ahmed                                                  | Ethiopië              |